# 중앙도서관 (오산시)
오산시 중앙도서관은 경기도 오산시 소재의 도서관이다.

## 연혁
- 2008년 12월 오산시 중앙도서관 준공.
- 2008년 12월 중앙도서관 홈페이지 개설 및 오산시도서관 홈페이지 개편.
- 2008년 12월 29일 개관.
- 2009년 8월 연중무휴 운영.
- 2009년 9월 2009 한국건축문화대상 수상.

## 시설현황
현황
- 4층: 열람실, 제2문화강좌실, 카페테리아, 다목적홀
- 3층: 종합자료실, 디지털자료실, 사무실
- 2층: 어린이자료실
- 1층: 어린이자료실, 실버열람실, 전시공간, 제1문화강좌실, 관장실
- B1층: 보존서고, 주차장

용도
| 구분 | 시설          | 용도                                                                   |
| ---- | ------------- | ---------------------------------------------------------------------- |
| B1   | 보존서고      | 열람이나 대출이 되지 않는 오래된 도서와 귀중자료 보관 장소             |
| B1   | 주차장        | 주차 공간                                                              |
| 1층  | 어린이자료실  | 어린이용 도서와 간행물을 열람할 수 있는 장소                           |
| 1층  | 실버열람실    | 어르신들이 좀 더 편안하게 자료를 열람할 수 있는 공간                   |
| 1층  | 전시공간      | 작가 및 시민, 학생 등 작품을 전시하고 관람할 수 있는 장소              |
| 1층  | 관장실        | 도서관장 직무실                                                        |
| 1층  | 회의실        | 각종 회의 운영, 우리다움 : 간단한 차와 음료, 간식을 판매하는 장소      |
| 2층  | 어린이자료실  | 어린이용 도서와 간행물을 열람할 수 있는 장소                           |
| 3층  | 종합자료실    | 다양한 주제의 교양, 문학, 전문자료 및 참고자료를 열람할 수 있는 장소   |
| 3층  | 디지털자료실  | PC, DVD자료, 무선인터넷, 프린터(유료), 스캐너 등을 이용할 수 있는 장소 |
| 3층  | 사무실        | 도서관 행정업무실                                                      |
| 4층  | 열람실        | 개인학습 및 도서 열람 장소                                             |
| 4층  | 제1문화강좌실 | 다양한 문화, 행사 운영 등                                              |
| 4층  | 제2문화강좌실 | 다양한 강좌 및 주제의 연구 발표 또는 토론을 하는 장소                  |
| 4층  | 다목적홀      | 200명 정도를 동시에 수용할 수 있는 공연 및 발표 장소                   |

## 이용 안내
이용 시간
| 구분                    | 평일          | 토·일요일     | 법정공휴일    |
| ----------------------- | ------------- | ------------- | ------------- |
| 종합자료실 어린이자료실 | 09:00 ~ 22:00 | 09:00 ~ 18:00 | 09:00 ~ 18:00 |
| 디지털자료실            | 09:00 ~ 20:00 | 09:00 ~ 18:00 | 09:00 ~ 18:00 |
| 열람실                  | 07:00 ~ 24:00 | 07:00 ~ 24:00 | 09:00 ~ 18:00 |

※ 12:00 ~ 13:00 자료실 휴게시간

휴관일
- 매월 첫째 월요일
- 1월 1일, 설 연휴, 추석 연휴
- 특별한 사유로 필요하다고 인정하는 날

## 도서 대출
도서 대출 및 기간
- 자격 : 도서관 회원증 소지자 (단, 미취학 아동은 보호자가 대리 대출 가능)

1. 일반 회원 : 오산시도서관 회원 (책이음 서비스 미가입자)
2. 책이음 회원 : 책이음 서비스 가입자

* 상호대차(타관대출·타관반납) 서비스는 책이음 회원만 가능
- 자료수 : 1인 5권이내

1. 일반 회원 : 1인 도서관당 5권, 최대 30권
2. 책이음 회원 : 1인 도서관당 5권, 최대 30권

- 대출기간 : 대출일로부터 2주 (1회 1주간 연장)

- 반납일 : 자료 반납 예정일이 휴관일인 경우 휴관일 다음날

도서연체
- 연체한 일 수만큼 대출 정지

변상
- 이용자가 대출 도서를 분실 · 훼손하였을 경우 동일 도서로 변상 (단, 절판 등의 이유로 구입이 불가능할 경우 담당 사서 지정 도서로 반납)

관외대출제한
- 희귀자료, 고서 등 귀중본 자료
- 참고자료
- 잡지, 신문 등 연속간행물
- 한정판으로서 이후 대체할 수 없는 자료
- 기타 관장이 도서관 운영상 필요하다고 인정하는 자료

도서반납 및 대출연장
- 반납장소 : 대출 데스크 및 자가대출반납기 ※ 휴관일 등 도서관 업무시간 외에는 도서관 입구에 설치된 무인 반납기 이용

- 반납연기 : 홈페이지 또는 전화로 신청하여 1회 1주일 연장 가능 (단, 반납 예정일이 지난 후에는 연기할 수 없으며, 반납시의 연체일 수만큼 대출 정지)

DVD 관외대출 운영 안내
- 오산시 도서관은 2018. 8. 13(월)부터 지역주민에게 다양한 문화생활을 제공하고자 DVD 관외대출 서비스 시작

- 대출자격 : 오산시 도서관 회원
- 대출개수 : 1인당 2종(도서대출권수에 포함)
- 대출기간 : 1주
- 대출·반납 : 각 도서관 자료실 직접 방문 대출 및 반납
- 연체 : 반납기일 경과 시 연체일수 만큼 대출정지
- 유의사항

1. 대출기간 연장, 책이음 상호대차, 무인대출반납기 이용 불가
2. 대출자 본인 카드로만 대출 가능 (상영 등급 연령에 따라 대출 제한)
3. DVD 훼손 및 고장 시 동일자료로 변상
4. 대출자료의 상업적 이용 금지